# 小行星9381
小行星9381（9381 Lyon）是一颗围绕太阳公转的小行星。1993年9月15日，亨利·德波鸿诺、埃里克·瓦爾特·埃爾斯特在拉西拉天文台发现了此天体。
这颗小行星的绝对星等为98.86035957764717等。